# Shuttle–Mir

A Shuttle–Mir program egy együttműködési program volt Oroszország és az Amerikai Egyesült Államok között. Ennek keretében amerikai űrrepülőgépek kapcsolódtak a Mir űrállomáshoz. George H. W. Bush amerikai elnök és Borisz Jelcin orosz elnök 1992. júniusban fogadott  el űrkutatási együttműködést: egy amerikai asztronauta repülhet a Mir fedélzetén és két  orosz kozmonauta repülhet az amerikai űrrepülőgépen. 1993. szeptemberben Al Gore alelnök  és Viktor Csernomirgyin miniszterelnök bejelentette egy új űrállomás terveit, amelyet  később Nemzetközi Űrállomásnak neveztek. Megegyeztek az új projektre való felkészülésnél az  amerikaiak jelentősen részvesznek a Mir projektben a következő években. Az űrrepülőgépek részt  vesznek az utánpótlás és a személyzet szállításában. Ezzel az amerikaiaknak is lesz  tapasztalatuk a hosszú űrrepülésekről.
A programot 1998-ban fejezték be, miután az 1997-ben bekövetkező sorozatos balesetek miatt a NASA tovább nem engedte űrhajósait az állomásra. Az oroszok egyedül már nem tudták fenntartani az űrállomást, és nem sokkal azután ők is beszüntették a repüléseket.

## Külső hivatkozások

### Magyar oldalak
- 5 éve történt: A Shuttle-Mir program vége (1. rész)